# (29218) 1992 AY
1992 أي واي (ويعرف أيضًا باسم (29218) 1992 أي واي وفق تسمية الكوكب الصغير) (بالإنجليزية: 1992 AY)‏ هو كويكب ضمن حزام الكويكبات؛ وترتيبه 29218 من حيث الاكتشاف.
اكتُشف هذا الجُرم الفلكي بواسطة Tsutomu Hioki ‏ في 4 يناير 1992.

## وصلات خارجية
- (29218) 1992 AY في قاعدة بيانات مختبر الدفع النفاث لأجرام النظام الشمسي الصغيرة

- الاكتشاف · مخطط المدار ·  العناصر المدارية · المعلمات المادية

- (29218) 1992 AY على موقع ويكي سكاي: DSS2, SDSS, GALEX, IRAS, Hydrogen α, X-Ray, Astrophoto, Sky Map, Articles and images